# Буркіхан
Буркіхан (рос. Буркихан) — село Агульського району, Дагестану Росії. Входить до складу муніципального утворення Сільрада Село Буркіхан.
Населення — 1082 (2015).

## Історія
Відоме знахідками археологів (пам'ятники), що розкопані вблизь села. Ці руїни жителі села називають «Алпан». Алпаном називався бог сонця (головне божество лезгінів), а згодом лезгіни почали так називати свою країну — Кавказьку Албанію.
У 1926 році село належало до Кюрінського району.

## Населення
За даними перепису населення 2002 року в селі мешкало 1094 осіб. В тому числі 541 (49.45 %) чоловіків та 553 (50.54 %) жінок.
Переважна більшість мешканців — агульці (100 % від усіх мешканців). У селі переважає агульська мова.
У 1926 році в селі проживало 780 осіб, серед яких 780 агулів.